# 美維控股
美維控股有限公司 （前港交所上市編號：3313）在1985年由唐翔千家族成立，主要業務是製造及銷售印刷電路版、覆銅面板及半固化片。公司在開曼群島註冊，總部設於香港，廠房設於中國東莞、廣州及上海等地方。公司現任主席為唐慶年先生（是唐英年弟弟）。
2007年2月2日，美維控股在香港交易所上市。
2009年11月15日，美維控股以總代價約5.213億美元（40.405億港元）出售其印刷線路板（PCB）生產業務，予美國同業TTM Technologies（TTM），當中有8.838億元為現金，而31.567億元將由TTM發行3630萬股新股來支付，並成為這間提供軍事及航天科技服務公司的最大單一股東。有關交易須待美國國防部等部門通過，美維以代價27.838億港元將其覆銅面板業務出售予由大股東唐翔千全資擁有的公司Top Mix Investments，美維的覆銅面板業務目前擁有廣東生益科技股份約22.2%、蘇州生益科技的25.0%及在中港兩地其他生產覆銅面板業務的多數權益。唐家將以1.366億元現金及26.472億元的承兌票據來支付有關代價。交易完成後，美維在2010年首季撤銷在本港的上市地位。
2010年4月19日，美維控股撤銷其上市地位。

## 外部連線
- 美維控股有限公司官方網站 （页面存档备份，存于）